# Salvagnac
Salvagnac est une commune française située dans le département du Tarn, en région Occitanie. Sur le plan historique et culturel, la commune est dans le Pays Montalbanais, correspondant à la partie méridionale du Quercy.
Exposée à un climat océanique altéré, elle est drainée par le Tescou, le Tescounet et par divers autres petits cours d'eau. La commune possède un patrimoine naturel remarquable composé d'une zone naturelle d'intérêt écologique, faunistique et floristique.
Salvagnac est une commune rurale qui compte 1 236 habitants en 2022.  Ses habitants sont appelés les Salvagnacois ou  Salvagnacoises.

## Géographie
Commune du nord-ouest du Tarn située dans le triangle, Toulouse (55 kilomètres - 50 minutes) - Albi (45 kilomètres - 45 minutes) - Montauban (35 kilomètres - 35 minutes), qui sont trois grandes agglomérations de la région Midi-Pyrénées.

### Communes limitrophes
Les communes limitrophes sont  Grazac, La Sauzière-Saint-Jean, Lisle-sur-Tarn, Montgaillard, Puycelsi et Rabastens.
| La Sauzière-Saint-Jean | Puycelsi  |                |
| Montgaillard           | Salvagnac | Lisle-sur-Tarn |
| Grazac                 | Rabastens |                |

### Géologie et relief
La superficie de la commune de est de 3 341 hectares ; son altitude varie de 139  à   280 mètres.

### Voies de communication et transports
Salvagnac est située au bord de l'axe Albi - Gaillac - Montauban, la route départementale 999 (ancienne RN 99). Cette route ne circule cependant pas dans le village, mais dans la vallée du Tescou, située à environ 1 km du bourg, Salvagnac étant sur une crête. Les autres routes départementales passant à Salvagnac sont la route départementale 28 et la route départementale 2. Enfin, le village est le point de départ de plusieurs routes communales.
Sur l'axe situé dans la vallée du Tescou circule un bus du réseau régional liO, la ligne 721, reliant Albi à Montauban. Salvagnac est desservie par l'arrêt "Sourigous (embranchement)".

### Hydrographie

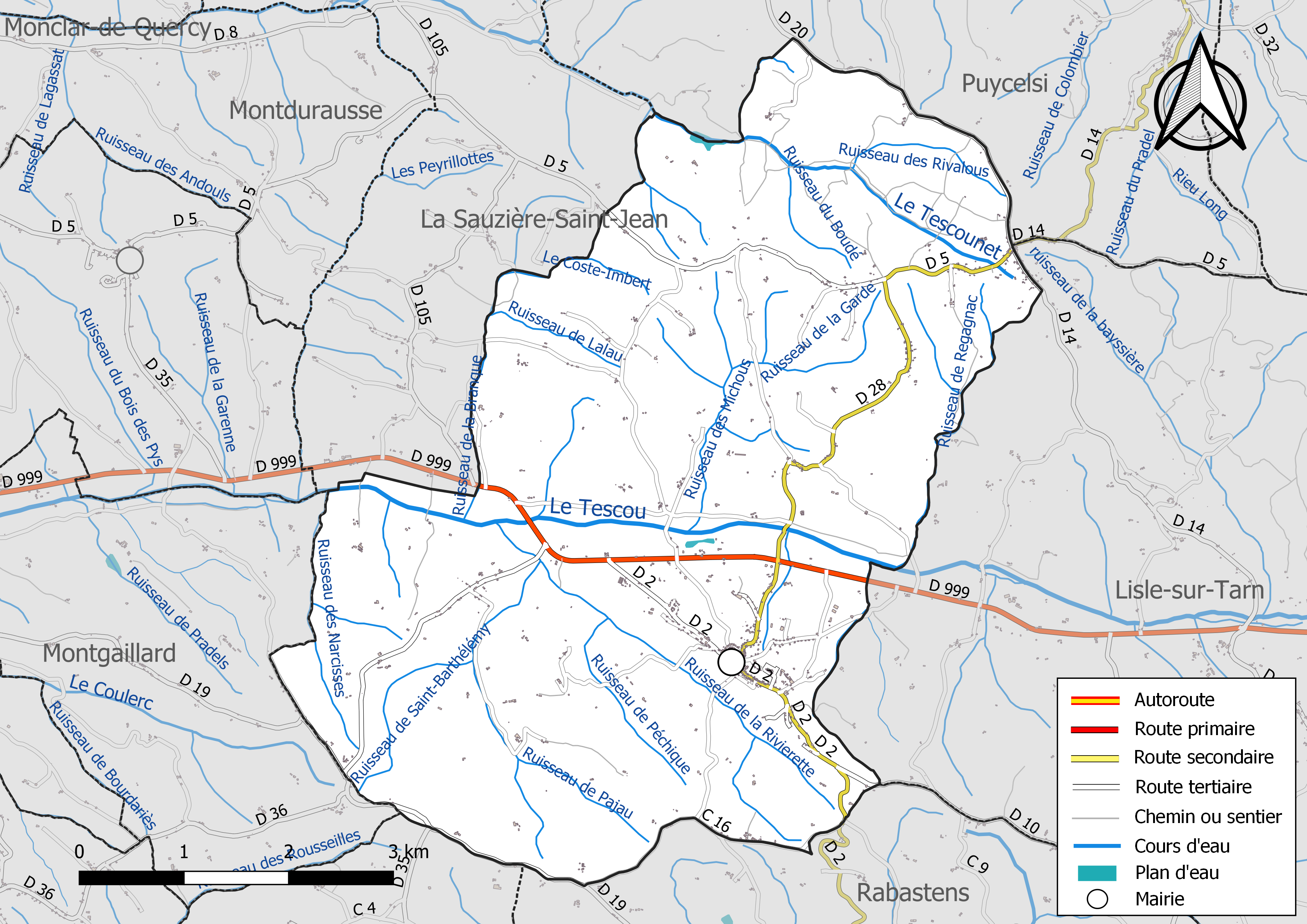
Réseaux hydrographique et routier de Salvagnac.

La commune est dans le bassin de la Garonne, au sein du bassin hydrographique Adour-Garonne. Elle est drainée par le Tescou, le Tescounet, le Camparnal, le Coste-Imbert, le ruisseau de la Branque, le ruisseau de la Garde, le ruisseau de Lalau, le ruisseau de la Rivierette, le ruisseau de Pajau, le ruisseau de Péchique, le ruisseau de Regagnac, le ruisseau de Saint-Barthélémy, le ruisseau de Saint-Pierre, le ruisseau des Bouriats, et par divers petits cours d'eau, qui constituent un réseau hydrographique de 50 km de longueur totale,.
Le Tescou, d'une longueur totale de 48,8 km, prend sa source dans la commune de Castelnau-de-Montmiral et s'écoule d'est en ouest. Il traverse la commune et se jette dans le Tarn à Montauban, après avoir traversé 13 communes.
Le Tescounet, d'une longueur totale de 21,7 km, prend sa source dans la commune et s'écoule d'est en ouest. Il traverse la commune et se jette dans le Tescou à Saint-Nauphary, après avoir traversé 8 communes.

### Climat
Pour des articles plus généraux, voir Climat de l'Occitanie et Climat du Tarn.
En 2010, le climat de la commune est de type climat du Bassin du Sud-Ouest, selon une étude du Centre national de la recherche scientifique s'appuyant sur une série de données couvrant la période 1971-2000. En 2020, Météo-France publie une typologie des climats de la France métropolitaine dans laquelle la commune est exposée à un climat océanique altéré et est dans la région climatique Aquitaine, Gascogne, caractérisée par une pluviométrie abondante au printemps, modérée en automne, un faible ensoleillement au printemps, un été chaud (19,5 °C), des vents faibles, des brouillards fréquents en automne et en hiver et des orages fréquents en été (15 à 20 jours).
Pour la période 1971-2000, la température annuelle moyenne est de 12,8 °C, avec une amplitude thermique annuelle de 16 °C. Le cumul annuel moyen de précipitations est de 780 mm, avec 9,9 jours de précipitations en janvier et 5,8 jours en juillet. Pour la période 1991-2020, la température moyenne annuelle observée sur la station météorologique de Météo-France la plus proche, « Puycelsi », sur la commune de Puycelsi à 10 km à vol d'oiseau, est de 13,2 °C et le cumul annuel moyen de précipitations est de 740,4 mm. 
La température maximale relevée sur cette station est de 41,9 °C, atteinte le 24 août 2023 ; la température minimale est de −11,7 °C, atteinte le 8 février 2012,,.
Les paramètres climatiques de la commune ont été estimés pour le milieu du siècle (2041-2070) selon différents scénarios d'émission de gaz à effet de serre à partir des nouvelles projections climatiques de référence DRIAS-2020. Ils sont consultables sur un site dédié publié par Météo-France en novembre 2022.

### Milieux naturels et biodiversité

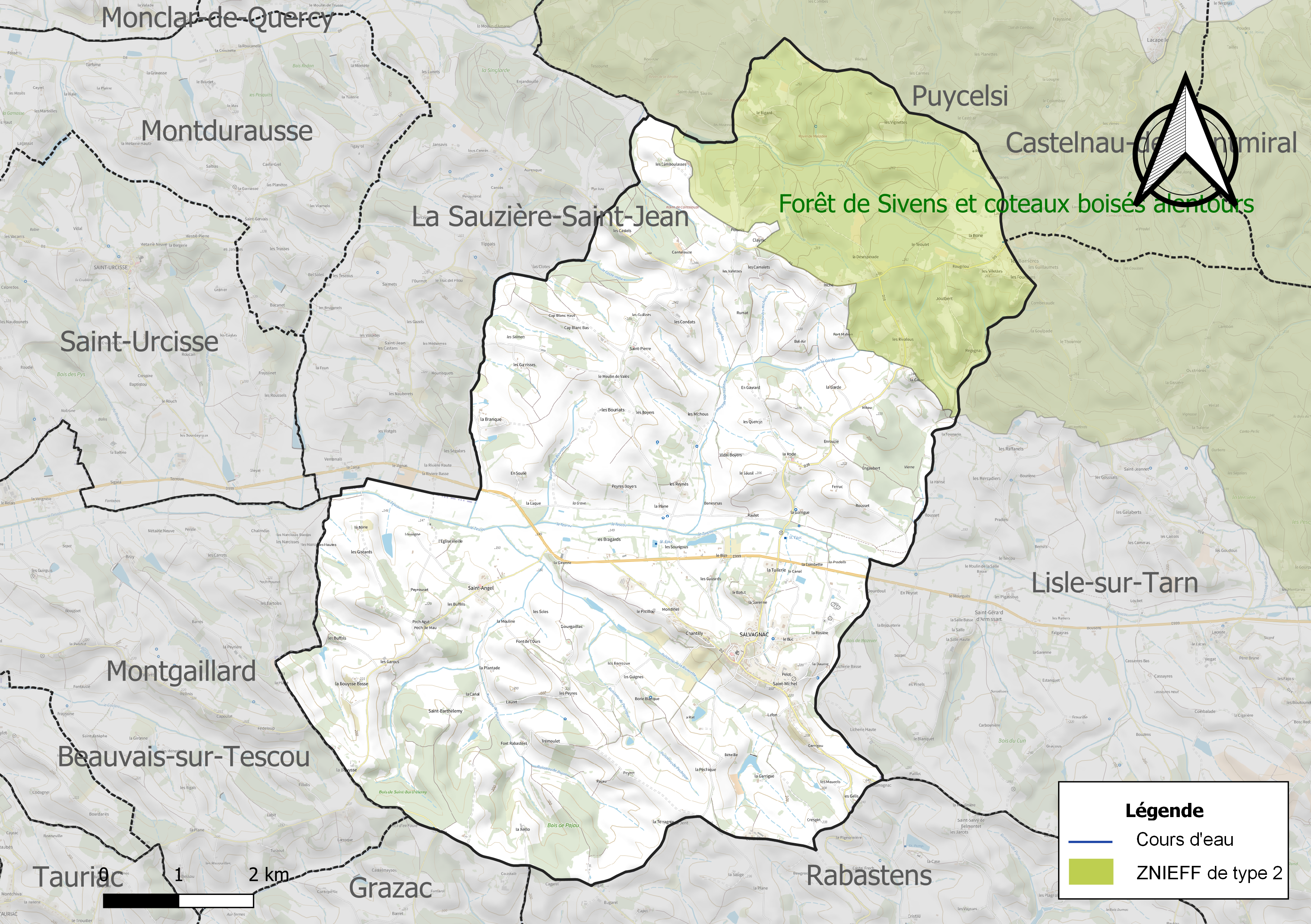
Carte de la ZNIEFF de type 2 localisée sur la commune.

L’inventaire des zones naturelles d'intérêt écologique, faunistique et floristique (ZNIEFF) a pour objectif de réaliser une couverture des zones les plus intéressantes sur le plan écologique, essentiellement dans la perspective d’améliorer la connaissance du patrimoine naturel national et de fournir aux différents décideurs un outil d’aide à la prise en compte de l’environnement dans l’aménagement du territoire.
Une ZNIEFF de type 2 est recensée sur la commune :
la « forêt de Sivens et coteaux boisés alentours [sic] » (5 385 ha), couvrant 5 communes du département.

## Urbanisme

### Typologie
Au 1er janvier 2024, Salvagnac est catégorisée commune rurale à habitat dispersé, selon la nouvelle grille communale de densité à sept niveaux définie par l'Insee en 2022.
Elle est située hors unité urbaine et hors attraction des villes,.

### Occupation des sols
L'occupation des sols de la commune, telle qu'elle ressort de la base de données européenne d’occupation biophysique des sols Corine Land Cover (CLC), est marquée par l'importance des territoires agricoles (79 % en 2018), une proportion sensiblement équivalente à celle de 1990 (79,7 %). La répartition détaillée en 2018 est la suivante : 
terres arables (59,4 %), forêts (20,1 %), prairies (10,3 %), zones agricoles hétérogènes (9,3 %), zones urbanisées (0,9 %). L'évolution de l’occupation des sols de la commune et de ses infrastructures peut être observée sur les différentes représentations cartographiques du territoire : la carte de Cassini (XVIIIe siècle), la carte d'état-major (1820-1866) et les cartes ou photos aériennes de l'IGN pour la période actuelle (1950 à aujourd'hui).

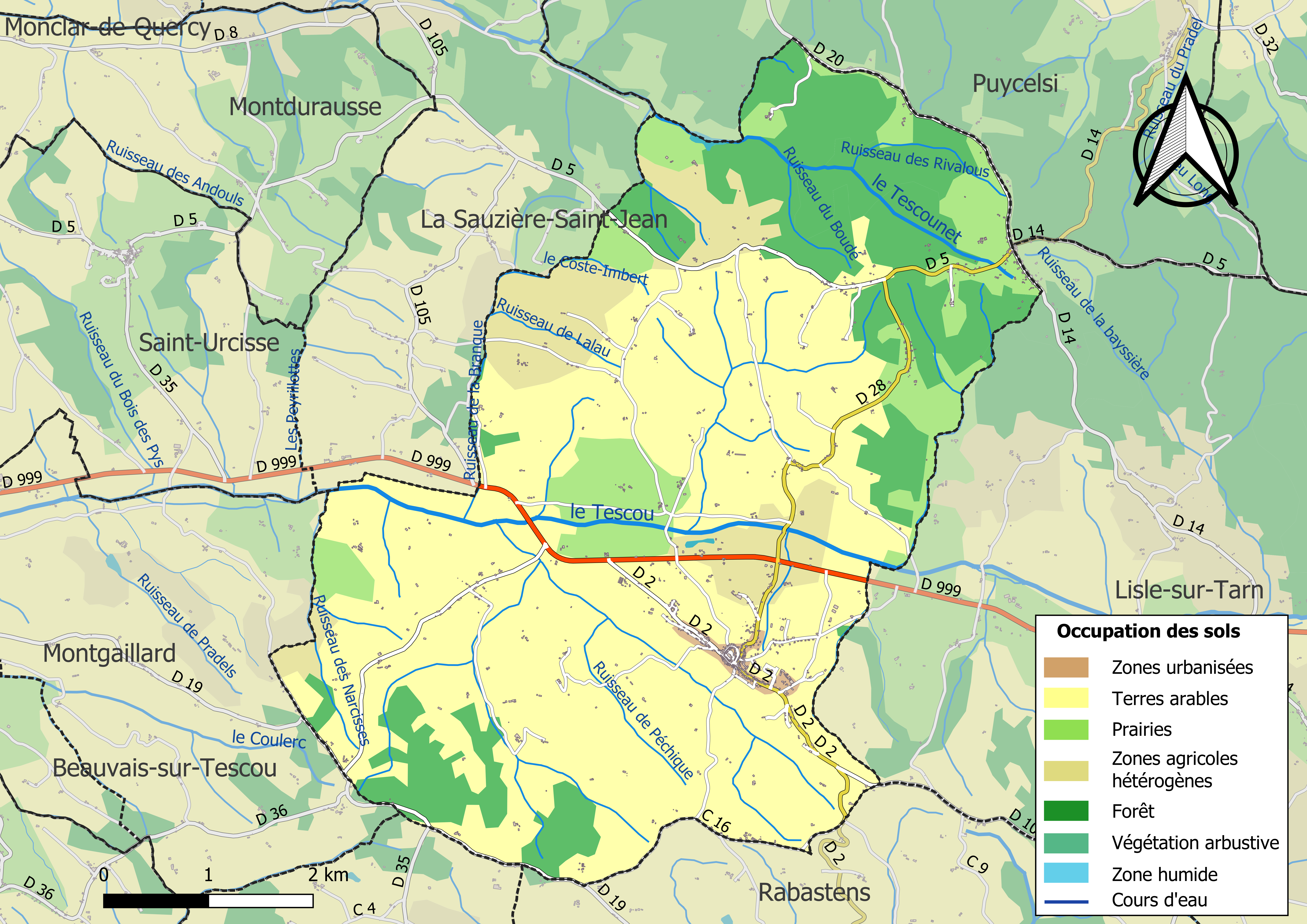
Carte des infrastructures et de l'occupation des sols de la commune en 2018 (CLC).

### Risques majeurs
Le territoire de la commune de Salvagnac est vulnérable à différents aléas naturels : météorologiques (tempête, orage, neige, grand froid, canicule ou sécheresse), inondations, mouvements de terrains et séisme (sismicité très faible). Il est également exposé à un risque technologique,  le transport de matières dangereuses. Un site publié par le BRGM permet d'évaluer simplement et rapidement les risques d'un bien localisé soit par son adresse soit par le numéro de sa parcelle.

#### Risques naturels
Certaines parties du territoire communal sont susceptibles d’être affectées par le risque d’inondation par débordement de cours d'eau, notamment le Tescou et le Tescounet. La cartographie des zones inondables en ex-Midi-Pyrénées réalisée dans le cadre du XIe Contrat de plan État-région, visant à informer les citoyens et les décideurs sur le risque d’inondation, est accessible sur le site de la DREAL Occitanie. La commune a été reconnue en état de catastrophe naturelle au titre des dommages causés par les inondations et coulées de boue survenues en 1982 et 1999,.
Salvagnac est exposée au risque de feu de forêt. En 2022, il n'existe pas de Plan de Prévention des Risques incendie de forêt (PPRif). Le débroussaillement aux abords des maisons constitue l’une des meilleures protections pour les particuliers contre le feu,.

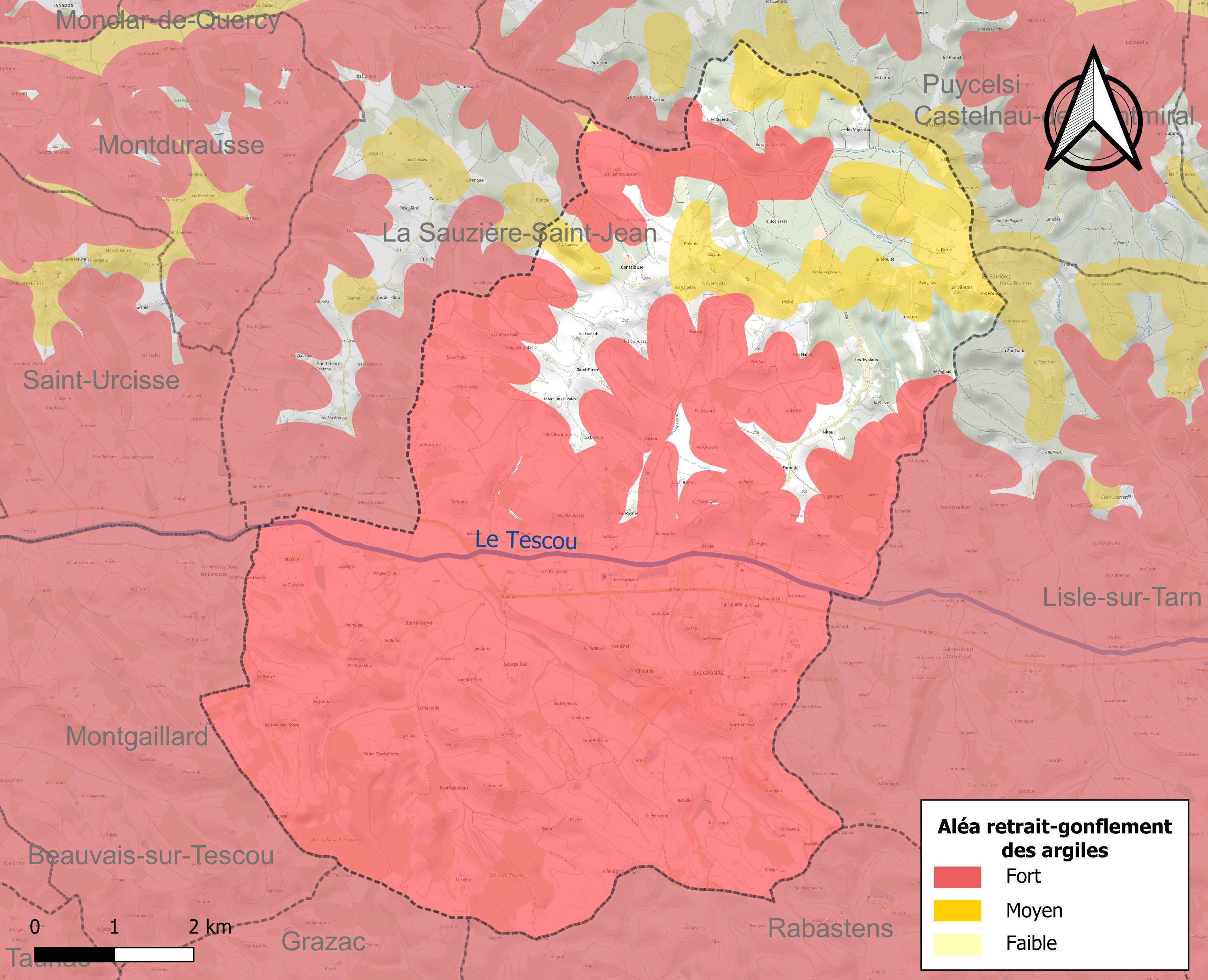
Carte des zones d'aléa retrait-gonflement des sols argileux de Salvagnac.

La commune est vulnérable au risque de mouvements de terrains constitué principalement du retrait-gonflement des sols argileux. Cet aléa est susceptible d'engendrer des dommages importants aux bâtiments en cas d’alternance de périodes de sécheresse et de pluie. 86,3 % de la superficie communale est en aléa moyen ou fort (76,3 % au niveau départemental et 48,5 % au niveau national). Sur les 552 bâtiments dénombrés sur la commune en 2019, 498 sont en aléa moyen ou fort, soit 90 %, à comparer aux 90 % au niveau départemental et 54 % au niveau national. Une cartographie de l'exposition du territoire national au retrait gonflement des sols argileux est disponible sur le site du BRGM,.
Par ailleurs, afin de mieux appréhender le risque d’affaissement de terrain, l'inventaire national des cavités souterraines permet de localiser celles situées sur la commune.

#### Risques technologiques
Le risque de transport de matières dangereuses sur la commune est lié à sa traversée par des infrastructures routières ou ferroviaires importantes ou la présence d'une canalisation de transport d'hydrocarbures. Un accident se produisant sur de telles infrastructures est susceptible d’avoir des effets graves sur les biens, les personnes ou l'environnement, selon la nature du matériau transporté. Des dispositions d’urbanisme peuvent être préconisées en conséquence.

## Histoire
Salvagnac est une ville ancienne. Elle est citée pour la première fois dans des écrits en 1211, alors qu'elle est assiégée par les troupes de Simon IV de Montfort. Les assaillants prendront la ville durant le printemps 1211. Durant l’automne 1211, les habitants de Salvagnac de soulèvent contre les troupes de Simon IV de Montfort et se rallient au Comte de Toulouse, Raymond VI.
En 1220, un prieuré bénédictin est créé à Salvagnac à l’initiative de Raimond VI de Toulouse.
La baronnie est donnée par Raimond VII de Toulouse à son frère naturel, Bertrand (1178-1249), vicomte de Monclar, en 1224, marié la même année avec Comtoresse de Bruniquel. De ce mariage sont nés Bertrand II, vicomte de Bruniquel, et Guillaume, vicomte de Montclar, seigneur de Salvagnac.
Baronnie jusqu’à la Révolution, la ville fortifiée fut assiégée par les troupes d'Antoine Scipion de Joyeuse pendant les guerres de religion en novembre 1586 ; Salvagnac fut quasiment rasée en 1587 sur ordre du Parlement de Toulouse, à l’exception des bases des tours du château et de quelques maisons datant des XVIIe et XVIIIe siècles, telle la maison des Murat qui jouxte la poste. Le village fut reconstruit au XIXe siècle pour l’essentiel des maisons.
La dernière héritière de la famille de Montclar seigneur de Salvagnac est Anne, vicomtesse de Montclar, dame de Salvagnac, mariée en 1594 avec Jacques de Voisins, lequel fut tué en duel en 1606. Son fils, Louis de Voisins, meurt en 1622, sans héritier. Elle se remarie avec Jacques de Lomagne, seigneur du Claux. Elle meurt en 1629 et elle est 
inhumée dans l'église de Salvagnac. Montclar et Salvagnac sont ensuite vendus à Gaspard-François Legendre, maître des requêtes, qui a construit le château de Saint-Urcisse. En 1727, la baronnie de Salvagnac est revendue à M. de Lacombe, marquis de Monteils. La baronnie est ensuite la propriété de M. Pagèze de Saint-Lieux, et, en 1788, de la famille de Castenet de Puységur.
De 1838 à 1950, Salvagnac fut un lieu de foires et marchés très important.

### Héraldique
| Salvagnac | Son blasonnement est : D'azur à la tour d'argent, au chef cousu de gueules chargé d'une croisette cléchée, vidée et pommetée de douze pièces d'or. |

## Politique et administration

### Administration municipale
Le nombre d'habitants au recensement de 2011 étant compris entre 500 et 1 499 habitants, le nombre de membres du conseil municipal pour l'élection de 2014 est de quinze,.

### Rattachements administratifs et électoraux
De 1992 à 2014, Salvagnac était membre de la communauté de communes du Pays Salvagnacois. À partir de 2014, suite une fusion avec la communauté de communes Vère-Grésigne, Salvagnac devient membre de la communauté de communes Vère-Grésigne - Pays Salvagnacois, dont elle était le siège. Depuis la fusion de trois intercommunalités de l'ouest tarnais au 1er janvier 2017, Salvagnac est désormais membre de la Communauté d'agglomération du Rabastinois - Tarn et Dadou - Vère Grésigne et Pays Salvagnacois, renommée ensuite Gaillac-Graulhet Agglo.
La commune fait partie de la 2e circonscription du Tarn et du canton de Vignobles et Bastides (avant le redécoupage départemental de 2014, Salvagnac était le chef-lieu de l'ex-canton de Salvagnac).

### Liste des maires
| Période                                  | Période  | Identité         | Étiquette | Qualité               |
| ---------------------------------------- | -------- | ---------------- | --------- | --------------------- |
| mars 2001                                | En cours | Bernard Miramond | PS        | Agriculteur           |
| juin 1995                                | 2001     | Bernard Boulze   | DVD       | Retraité de la marine |
| 1977                                     | 1995     | Jean Lauzeral    |           |                       |
| 1971                                     | 1977     | Paul Favarel     |           |                       |
| 1965                                     | 1971     | Marceau Pelegry  |           |                       |
| Les données manquantes sont à compléter. |          |                  |           |                       |

| Période     | Période | Idendité                       | Étiquette |
| ----------- | ------- | ------------------------------ | --------- |
| 1947        | 1965    | M. Jules BOULZE                |           |
| 1945        | 1947    | M. Lucien COMBRES              |           |
| 1944        | 1945    | M. Jean GIEUDES                |           |
| Élu en 1929 |         | M. Lucien COMBRES              |           |
| 1912        | 1929    | M. Honoré TAILLEFER            |           |
| 1884        | 1912    | M. Adrien CARLUS               |           |
| Élu en 1871 |         | M. Jean MURAT                  |           |
| 1870        | 1871    | Danau MARTY                    |           |
| 1852        | 1870    | M. Jean MURAT                  |           |
| 1848        | 1852    | M. Jacques DRUILHE             |           |
| 1846        | 1848    | M. Jean-Pierre CARLUS          |           |
| 1843        | 1846    | M. Gabriel MURAT               |           |
| 1831        | 1843    | M. Guillaume DRUILHE           |           |
| 1824        | 1831    | M. Gabriel MURAT               |           |
| 1793        | 1824    | M. Jean François Jacques MURAT |           |

## Population et société

### Démographie
L'évolution du nombre d'habitants est connue à travers les recensements de la population effectués dans la commune depuis 1793. Pour les communes de moins de 10 000 habitants, une enquête de recensement portant sur toute la population est réalisée tous les cinq ans, les populations de référence des années intermédiaires étant quant à elles estimées par interpolation ou extrapolation. Pour la commune, le premier recensement exhaustif entrant dans le cadre du nouveau dispositif a été réalisé en 2005.

En 2022, la commune comptait 1 236 habitants, en évolution de +4,48 % par rapport à 2016 (Tarn : +2,52 %, France hors Mayotte : +2,11 %).
| 1793  | 1800  | 1806  | 1821  | 1831  | 1836  | 1841  | 1846  | 1851  |
| ----- | ----- | ----- | ----- | ----- | ----- | ----- | ----- | ----- |
| 1 159 | 1 275 | 1 334 | 1 446 | 1 718 | 1 834 | 1 828 | 1 851 | 1 901 |

| 1856  | 1861  | 1866  | 1872  | 1876  | 1881  | 1886  | 1891  | 1896  |
| ----- | ----- | ----- | ----- | ----- | ----- | ----- | ----- | ----- |
| 1 904 | 1 890 | 1 916 | 1 845 | 1 768 | 1 803 | 1 765 | 1 695 | 1 619 |

| 1901  | 1906  | 1911  | 1921  | 1926  | 1931  | 1936  | 1946  | 1954  |
| ----- | ----- | ----- | ----- | ----- | ----- | ----- | ----- | ----- |
| 1 439 | 1 381 | 1 387 | 1 226 | 1 166 | 1 149 | 1 111 | 1 122 | 1 052 |

| 1962  | 1968  | 1975 | 1982 | 1990 | 1999 | 2005 | 2006  | 2010  |
| ----- | ----- | ---- | ---- | ---- | ---- | ---- | ----- | ----- |
| 1 049 | 1 016 | 863  | 817  | 826  | 927  | 984  | 1 001 | 1 078 |

| 2015  | 2020  | 2022  | - | - | - | - | - | - |
| ----- | ----- | ----- | - | - | - | - | - | - |
| 1 179 | 1 242 | 1 236 | - | - | - | - | - | - |

| selon la population municipale des années : | 1968 | 1975 | 1982 | 1990 | 1999 | 2006 | 2009 | 2013 |
| Rang de la commune dans le département      | 40   | 53   | 71   | 71   | 65   | 66   | 61   | 62   |
| Nombre de communes du département           | 326  | 324  | 324  | 324  | 324  | 323  | 323  | 323  |

### Enseignement
Salvagnac dépend de l'académie de Toulouse, l'une des plus grandes de France. On ne compte plus qu'une seule école « primaire-maternelle » dans le village, l'école publique Canta-Grelh, l'école privée Saint-Joseph ayant fermé en 2012.

### Culture et festivité
Fête locale organisée le dernier week-end du mois de juillet.

### Sports
Son ancien club de rugby à XV était affilie a la FFR, Ligue Occitanie Rugby. Les enfants du village pratiquent à Gaillac, Saint-Sulpice ou Rabastens. Une macro école de rugby va être rattache a ces clubs en 2020.

## Économie

### Revenus
En 2018, la commune compte 474 ménages fiscaux, regroupant 1 098 personnes. La médiane du revenu disponible par unité de consommation est de 18 560 € (20 400 € dans le département).

### Emploi
|                | 2008  | 2013  | 2018  |
| -------------- | ----- | ----- | ----- |
| Commune        | 7,6 % | 9,7 % | 7,8 % |
| Département    | 8,2 % | 9,9 % | 10 %  |
| France entière | 8,3 % | 10 %  | 10 %  |

En 2018, la population âgée de 15 à 64 ans s'élève à 630 personnes, parmi lesquelles on compte 74,8 % d'actifs (67 % ayant un emploi et 7,8 % de chômeurs) et 25,2 % d'inactifs,. Depuis 2008, le taux de chômage communal (au sens du recensement) des 15-64 ans est inférieur à celui de la France et du département.
La commune est hors attraction des villes,. Elle compte 331 emplois en 2018, contre 348 en 2013 et 317 en 2008. Le nombre d'actifs ayant un emploi résidant dans la commune est de 440, soit un indicateur de concentration d'emploi de 75,2 % et un taux d'activité parmi les 15 ans ou plus de 49,4 %.
Sur ces 440 actifs de 15 ans ou plus ayant un emploi, 156 travaillent dans la commune, soit 35 % des habitants. Pour se rendre au travail, 88,8 % des habitants utilisent un véhicule personnel ou de fonction à quatre roues, 1,8 % les transports en commun, 5 % s'y rendent en deux-roues, à vélo ou à pied et 4,4 % n'ont pas besoin de transport (travail au domicile).

### Activités hors agriculture

#### Secteurs d'activités
123 établissements sont implantés  à Salvagnac au 31 décembre 2019. Le tableau ci-dessous en détaille le nombre par secteur d'activité et compare les ratios avec ceux du département,.
| Secteur d'activité                                                                                        | Commune | Commune | Département |
| Secteur d'activité                                                                                        | Nombre  | %       | %           |
| --- | ------- | ------- | ----------- |
| Ensemble                                                                                                  | 123     |         |             |
| Industrie manufacturière, industries extractives et autres                                                | 11      | 8,9 %   | (13 %)      |
| Construction                                                                                              | 27      | 22 %    | (12,5 %)    |
| Commerce de gros et de détail, transports, hébergement et restauration                                    | 37      | 30,1 %  | (26,7 %)    |
| Information et communication                                                                              | 2       | 1,6 %   | (2,1 %)     |
| Activités immobilières                                                                                    | 3       | 2,4 %   | (4,2 %)     |
| Activités spécialisées, scientifiques et techniques et activités de services administratifs et de soutien | 14      | 11,4 %  | (13,8 %)    |
| Administration publique, enseignement, santé humaine et action sociale                                    | 22      | 17,9 %  | (15,5 %)    |
| Autres activités de services                                                                              | 7       | 5,7 %   | (9 %)       |

Le secteur du commerce de gros et de détail, des transports, de l'hébergement et de la restauration est prépondérant sur la commune puisqu'il représente 30,1 % du nombre total d'établissements de la commune (37 sur les 123 entreprises implantées  à Salvagnac), contre 26,7 % au niveau départemental.

#### Entreprises et commerces
Les cinq entreprises ayant leur siège social sur le territoire communal qui génèrent le plus de chiffre d'affaires en 2020 sont : 
- SARL Pharmacie Cambon, commerce de détail de produits pharmaceutiques en magasin spécialisé (1 148 k€) ;
- Cafe Au Bord Du Monde, débits de boissons (161 k€) ;
- SARL Castiello Freres, activités de soutien aux cultures (152 k€) ;
- Les Studios Mademoiselle, enregistrement sonore et édition musicale (38 k€) ;
- FSC Invest, location de terrains et d'autres biens immobiliers (0 k€).

### Agriculture
La commune est dans les « Coteaux Molassiques », une petite région agricole située dans l'ouest du département du Tarn. Au milieu des plaines alluviales, ces coteaux offrent une terre fertile riche en sable et argile. Les nombreux châtaigniers et chênes qui y poussent spontanément côtoient de vastes zones agricoles céréalières. En 2020, l'orientation technico-économique de l'agriculture  sur la commune est l'exploitation de grandes cultures (hors céréales et oléoprotéagineuses). 
|               | 1988  | 2000  | 2010  | 2020  |
| ------------- | ----- | ----- | ----- | ----- |
| Exploitations | 56    | 42    | 38    | 31    |
| SAU (ha)      | 2 036 | 2 157 | 1 893 | 1 403 |

Le nombre d'exploitations agricoles en activité et ayant leur siège dans la commune est passé de 56 lors du recensement agricole de 1988  à 42 en 2000 puis à 38 en 2010 et enfin à 31 en 2020, soit une baisse de 45 % en 32 ans. Le même mouvement est observé à l'échelle du département qui a perdu pendant cette période 58 % de ses exploitations,. La surface agricole utilisée sur la commune a également diminué, passant de 2 036 ha en 1988 à 1 403 ha en 2020. Parallèlement la surface agricole utilisée moyenne par exploitation a augmenté, passant de 36 à 45 ha.

## Culture locale et patrimoine

### Lieux et monuments

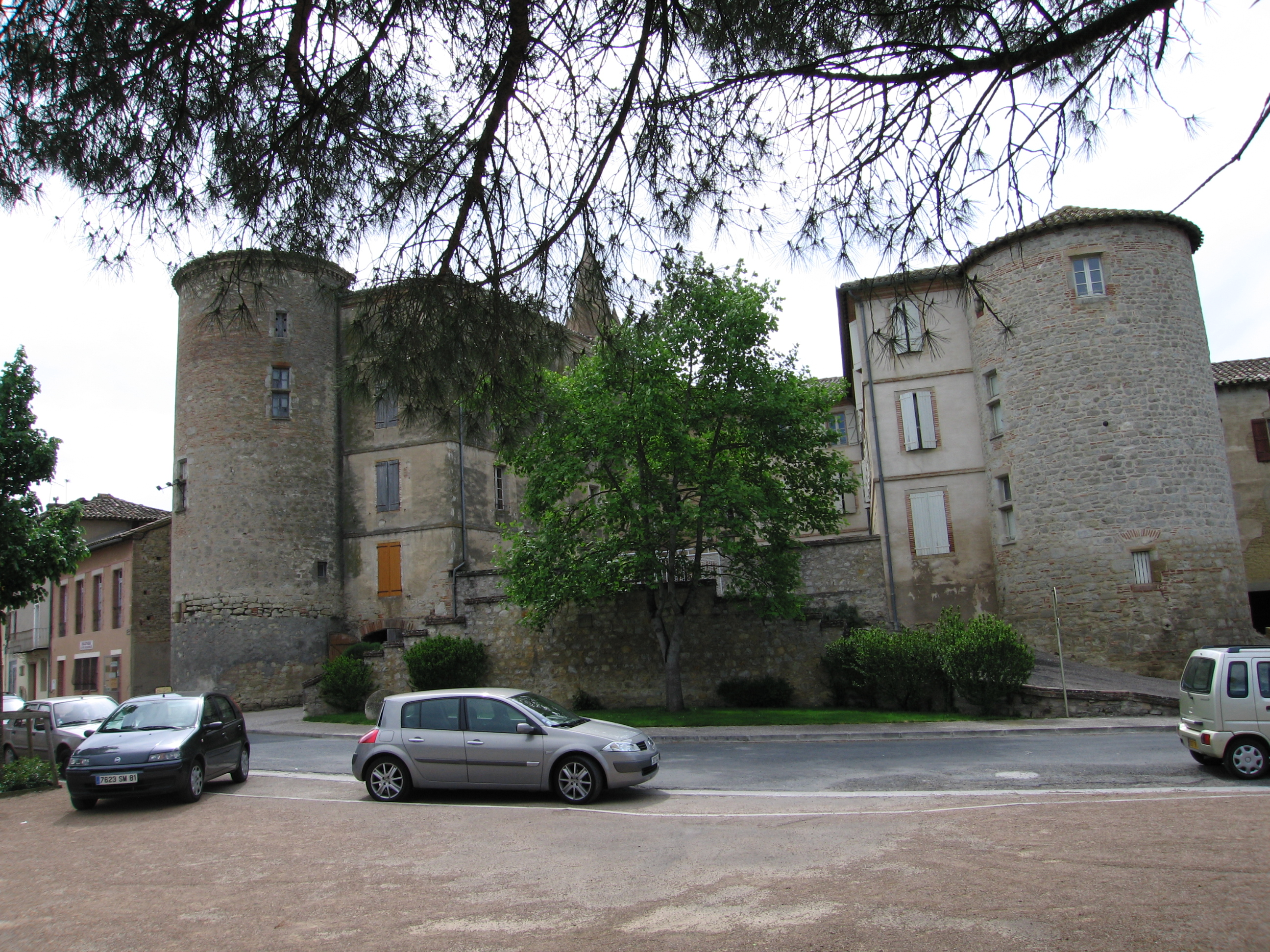
Tours de l'ancien château.

Le film Le Fils à Jo, a été tourné en partie sur la commune.

#### Historiques
- Les restes du château de Salvagnac (démoli fin XIXe siècle), où seules les tours ont été conservées.
- Église Notre-Dame de Salvagnac, construite au XIVe siècle.
- Église Sainte-Corneille de Saint-Angel.
- Chapelle Saint-Jacques de La Bouysse.
- Église Saint-Martin de Saint-Martin de la Cesquière.
- Église Saint-Pierre de Salvagnac.
- L'ancien moulin de Saint-Angel.

#### Loisirs
- Base de loisirs des Sourigous, au bord du lac et de la route départementale 999. On peut y trouver une étape équestre, La Guinguette, un magasin de producteurs, une aire naturelle de camping et une salle de conférence.
- Le complexe sportif du club de football et rugby du canton, les Rives du Tescou Football Club (RTFC), où a été tourné en 2009 une bonne partie des scènes du film Le fils à Jo de Philippe Guillard. (film sur le rugby des villages)
- Club de rugby et école de rugby en regroupement avec les clubs voisins.
- Le conservatoire de l'outillage, situé aux Barrières.

### Personnalités liées à la commune
- Alfred Caravin-Cachen (1839-1903 à Salvagnac), scientifique et auteur tarnais
- Louis d'Arpajon
- Louisa Paulin y a été institutrice.
- Vincent Labeyrie (1924 - 2008 à Salvagnac), biologiste français.

## Pour approfondir